# Hiadeľ
Hiadeľ (allemand : Heidel) , est un village de Slovaquie situé dans la région de Banská Bystrica.

## Histoire
Première mention écrite du village en 1424.

## Démographie

### Évolution de la population
| Année:               | 1994. | 2004.   | 2014.   | 2024.   |
| -------------------- | ----- | ------- | ------- | ------- |
| Nombre de personnes: | 576   | 534     | 521     | 490     |
| Différence:          |       | -7,29 % | -2,43 % | -5,95 % |

| Année:               | 2023. | 2024.   |
| -------------------- | ----- | ------- |
| Nombre de personnes: | 507   | 490     |
| Différence:          |       | -3,35 % |